# Sant'Anna Arresi
Sant'Anna Arresi (Arresi in sardo) è un comune italiano di 2 623 abitanti della provincia del Sulcis Iglesiente, nella regione storica del Sulcis. Fa parte del comune di Sant'Anna Arresi la località turistica di Porto Pino con la sua caratteristica spiaggia di sabbia bianchissima frequentata da migliaia di turisti nel periodo estivo.

## Geografia fisica

### Territorio
Il paese si estende sulle pendici di una collina che domina il promontorio di Porto Pino, la pianura con i medaus (piccoli agglomerati rurali di case sparse tipici del Sulcis), gli stagni costieri (di Porto Pino, lo di Maestrale, di Is Brebeis, del Corvo e di Foxi) e le dune sabbiose. È attraversato dalla strada statale 195, che collega Giba con Teulada.
Il promontorio di Porto Pino è ricoperto da una vasta pineta spontanea di pino d'Aleppo, formazione abbastanza rara e presente in Sardegna solo in questa zona e sull'isola di San Pietro. Al pino si unisce la quercia spinosa, tipica degli ambienti costieri e anch'essa con areale molto ristretto nell'isola.
Nella pineta si trova anche il ginepro fenicio e il ginepro coccolone. Sul lato occidentale, più battuto dai venti, si stendono invece la macchia bassa e la gariga dove dominano la fillirea, il rosmarino e diverse specie di cisto. Sulle falesie, dove affiora la roccia, crescono invece il raro asterisco marittimo e il limonio.
- Classificazione sismica: zona 4 (sismicità irrilevante), Ordinanza PCM n. 3274 del 20/03/2003[4]
- Classificazione climatica: zona B, 863 GG[5]

### Spiagge
Il cordone sabbioso che separa il mare dagli stagni è largo circa 70 metri ed è occupato, nella parte più interna, da una pineta (anche in questo caso spontanea) che si affaccia direttamente sulla spiaggia.

### Cale, coste e spiagge del Comune
Nel litorale del Comune di Sant'Anna Arresi, partendo da nord verso sud, si hanno le seguenti cale, coste e spiagge più conosciute:
- spiaggia Cala Sa Barracca (secondo le carte IGM) o Portu 'e su Trigu (il porto del grano) secondo l'uso locale e la segnaletica stradale
- spiaggia Cala Cussorgia de Is Murronis (cioè Cala Pascolo dei Murroni)
- spiaggia Cala Su Turcu (cioè Cala del Turco)
- costa Guardia de Su Turcu (48 m.) (cioè Guardia del Turco)
- spiaggia Cala Sa Bua (cioè Cala della Bua)
- costa Punta Sa Bua (cioè Punta della Bua)
- spiaggia Porto Pineddu nord (o Porto Pinetto secondo e 2ª spiaggia)
- costa Punta Su Pineddu
- spiaggia cala dei Francesi
- spiaggia Porto Pineddu sud (o Porto Pinetto primo e 1ª spiaggia)
- costa Punta Menga (cioè Punta dell'Airone)
- costa Candiani, con i ruderi della batteria antinave Amm. Candiani (1935)
- costa Cala dei Baci e Grotta dei Baci

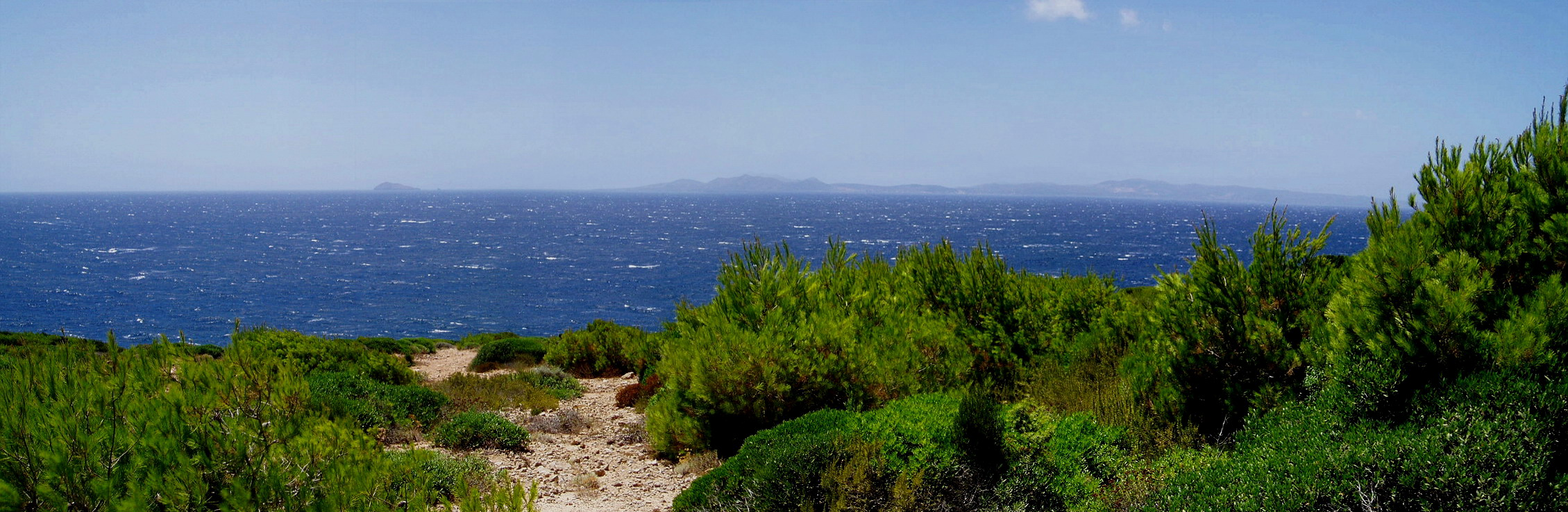
La costa di Sant'Anna Arresi

- costa Punta Tonnara
- riva Porto Canale di Porto Pino
- spiaggia Porto Pino 1ª Spiaggia
- spiaggia Porto Pino 2ª Spiaggia

## Origini del nome
Il toponimo Arresi in lingua sarda campidanese significa letteralmente volpe, che si affianca al nome della santa patrona del paese.

## Storia

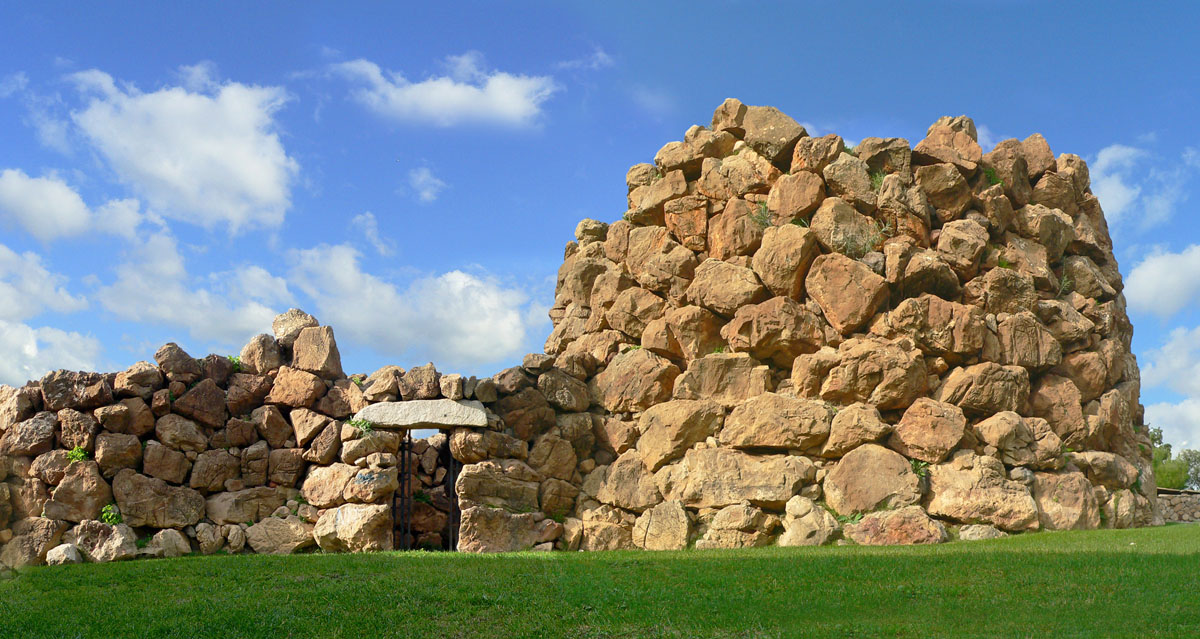
Sant'Anna Arresi. Nuraghe Arresi

Anche se la zona è abitata fin dalle epoche più remote, e la presenza del ben conservato nuraghe Arresi situato vicino alla chiesa lo dimostra, il paese attuale risale alla fine del Settecento quando, dopo secoli di abbandono a causa delle continue incursioni dei corsari barbareschi, cessato il pericolo gli agricoltori e i pastori iniziarono a ripopolare l'area costruendo le prime case intorno alla chiesetta campestre dedicata a Sant'Anna che è ancora presente e che funge da chiesa parrocchiale.
L'insenatura di Porto Pino, protetta ad ovest, dal promontorio, fu invece utilizzata come scalo marittimo fin dall'epoca fenicio-punica per divenire un centro mercantile in epoca romana. Il promontorio di Porto Pineddu raggiunge un'altezza massima di 40 metri. L'aspetto più interessante di questo settore è costituito dalla vegetazione.

### Simboli
La descrizione araldica dello stemma di Sant'Anna Arresi è la seguente:
Il gonfalone è descritto come segue:
Lo stemma e il gonfalone sono stati concessi con decreto del presidente della Repubblica del 24 aprile 2000.
Vi sono raffigurati: una volpe, in quanto arresi significa nella lingua sarda appunto "volpe"; un'ancora quale allusione al mare; le stelle, simboli generici di valore.
Nel 1984 il consiglio comunale aveva proposto uno stemma con un'aquila (simbolo del dominio sul comprensorio dei Della Gherardesca tra il 1250 ed il 1350), una spiga di grano ed un ramo d'ulivo (i due maggiori prodotti dell'agricoltura locale) ed il mare a ricordare la posizione geografica, assieme ad un gonfalone di colore rosso e giallo, ma il bozzetto non venne approvato dalla Consulta Araldica della Presidenza del Consiglio dei Ministri.

## Monumenti e luoghi di interesse

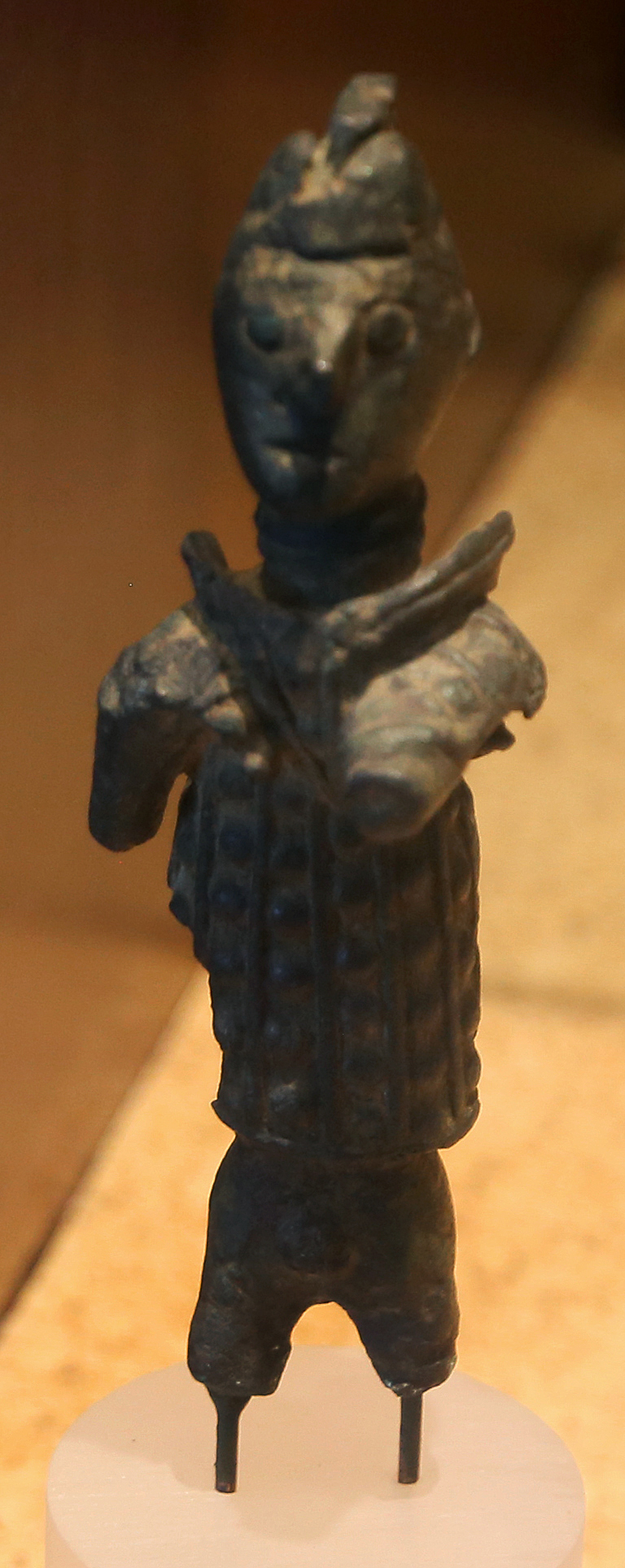
Bronzetto nuragico di guerriero con corazza borchiata, rinvenuto nel territorio comunale in località sconosciuta

### Architetture religiose
- Antica chiesa di Sant'Anna
- Nuova chiesa parrocchiale di Sant'Anna

### Architetture militari
- Torre di Porto Pino

### Siti archeologici
- Nuraghe Arresi
- Nuraghe Giara
- Nuraghe Coi Casu, con insediamento
- Nuraghe Paniesu I e II
- Nuraghe Monte Gibarussa
- Nuraghe Sanjust
- Nuraghe Sarri

## Società

### Evoluzione demografica
Abitanti censiti

### Lingue e dialetti
La variante del sardo parlata a Sant'Anna Arresi è il campidanese sulcitano.

## Cultura

### Eventi
Tutte le estati vi si svolge uno degli eventi musicali più importanti della regione e di livello internazionale. Il festival jazz chiamato Ai confini tra Sardegna e Jazz è frequentato dai più grandi artisti della scena mondiale. Nel 2008 la 23ª edizione è stata dedicata a Don Cherry. La manifestazione si svolge da sempre nella pittoresca Piazza del Nuraghe.
Nel mese di agosto si svolge anche la sagra del pesce in occasione della quale nella piazza del paese viene fritto il pesce in una grande padella.
Il 26 luglio, invece, si celebra la festa patronale con una processione con la partecipazione dei gruppi folkloristici della zona con i costumi tradizionali di ispirazione spagnola.

## Frazioni
Il Comune di Sant'Anna Arresi comprende anche le frazioni di:
- Candiani
- Is Chillaus
- Is Cinus
- Is Domus
- Is Faddas
- Is Palas (Case Lindri)
- Is Peis
- Is Ciappas (Case Ghisu)
- Is Pillonis
- Is Potettus
- Is Spigas
- Is Uccheddus
- Paniesu
- Porto Pino
- Portopineddu o Portopinetto
- Su Cambusciu

## Sport

### Calcio
La maggior società calcistica del paese è la Polisportiva Sant'Anna Arresi, che nella stagione 2018-2019 ha partecipato al campionato di Terza Categoria ottenendo la promozione in Seconda Categoria.